# 100 дана
100 дана је индијски филм из 1991. године.

## Радња
Деви има екстрасензорну перцепцију. Један дан увиђа јој се визија док је играла тенис са пријатељицом, што је шокира. У визији види своју сестру Раму која се спрема за излазак, и док чешља косу, непознати човек у црном мантилу јој се прикрада иза леђа, напада је, и на крају убије. Рама се после овога веома забринула и одмах позива своју сестру, која јој говори да је са њом све у реду и да је сасвим добро.
Након неколико дана, Рама одједном нестаје, а полиција није у могућности да пронађе икакав траг или добије неке информације о њој. Пет година је прошло, али она још увек није пронађена. Након тога, Деви губи све наде у њен могући повратак.
Једнога дана упознаје богатог бизнисмена, Рама Кумара. Он се одмах заљубљује у Деви, и покушава на све начине да је освоји. На крају у томе и успева, а они се венчају.
Након што се преселила код мужа, Деви са својим пријатељем Сунилом одлучује да оде до Рамовог бунгалова, сумњајући да се нешто крије унутар њега. Тамо проналази кости своје сестре. Деви схвата да ће истина бити разоткривена само када пронађе касету под називом 1оо дана.

## Улоге
| Глумац        | Улога               |
| ------------- | ------------------- |
| Мадури Диксит | Деви                |
| Џеки Шроф     | Рам Кумар           |
| Мун Мун Сен   | Рама, Девина сестра |
| Џавед Џафреj  | Сунил               |
| Aџит Вачани   | Девин ујак          |
| Џаj Калгуткар | Џагмохан            |